# Зарічний (Маріїнський округ)
Зарі́чний (рос. Заречный) — селище у складі Маріїнського округу Кемеровської області, Росія.

## Населення
Населення — 138 осіб (2010; 150 у 2002).
Національний склад (станом на 2002 рік):
- росіяни — 88 %